# تجمع بدو السعيفة (الديس)
'

تعديل مصدري - تعديل

تجمع بدو السعيفة هي إحدى قرى عزلة الديس بمديرية الديس التابعة لمحافظة حضرموت، بلغ تعداد سكانها 622 نسمة حسب تعداد اليمن لعام 2004.